# راسموس بيرج
راسموس بيرج (بالدنماركية: Rasmus Bjerg)‏ هو ممثل دانمركي، ولد في 28 يوليو 1976.

## وصلات خارجية
- راسموس بيرج على موقع IMDb (الإنجليزية)
- راسموس بيرج على موقع ألو سيني (الفرنسية)
- راسموس بيرج على موقع ميوزك برينز (الإنجليزية)
- راسموس بيرج على موقع أول موفي (الإنجليزية)
- راسموس بيرج على موقع قاعدة بيانات الأفلام السويدية (السويدية)
- راسموس بيرج على موقع قاعدة بيانات الفيلم (الإنجليزية)
- راسموس بيرج على موقع كينوبويسك (الروسية)